# خوسيه فيغيريس فيرير
خوسيه ماريا هيبوليتو فيغيريس فيرير (بالإسبانية: José María Hipólito Figueres Ferrer) وهو رئيس جمهورية كوستاريكا لثلاث مرات من 1948-1949 و1953-1958 و1970-1974، ولد في يوم 25 سبتمبر 1906 في سان رامون في ألاخويلا في كوستاريكا، وأشتهر بخلال فترة حكمه في العالم لكونه ألغى الجيش، لتكون كوستاريكا أول دولة معترفة من الأمم المتحدة تلغي الجيش، توفي في 8 يونيو 1990 في مدينة سان خوسيه، كوستاريكا.

## روابط خارجية
- خوسيه فيغيريس فيرير على موقع الموسوعة البريطانية (الإنجليزية)
- خوسيه فيغيريس فيرير على موقع مونزينجر (الألمانية)